# James Clement Dunn
James Clement Dunn (Newark, 27 dicembre 1890 – West Palm Beach, 10 aprile 1979) è stato un diplomatico statunitense, ambasciatore degli Stati Uniti in Italia dal 1947 al 1952.

## Biografia

### Formazione e primi incarichi diplomatici
Nato a Newark, città nello Stato del New Jersey alla fine del 1890, seguì studi privati manifestando un vivo interesse per l'architettura, passione che conserverà anche per il resto della sua vita. Arruolato nella Marina militare nel corso della prima guerra mondiale, diplomatico di carriera, nel 1922 James Dunn fu nominato incaricato di affari ad Haiti ove rimase sino al 1924. Capo del protocollo dal 1928 al '30 e dal  1933 al '35, dalla fine del 1944 e fino al '46 assunse le funzioni di assistente del segretario di Stato, collaborando con Stettinius, Grew e Byrnes che in quel periodo si alternarono nell'alta carica.

### Ambasciatore in Italia

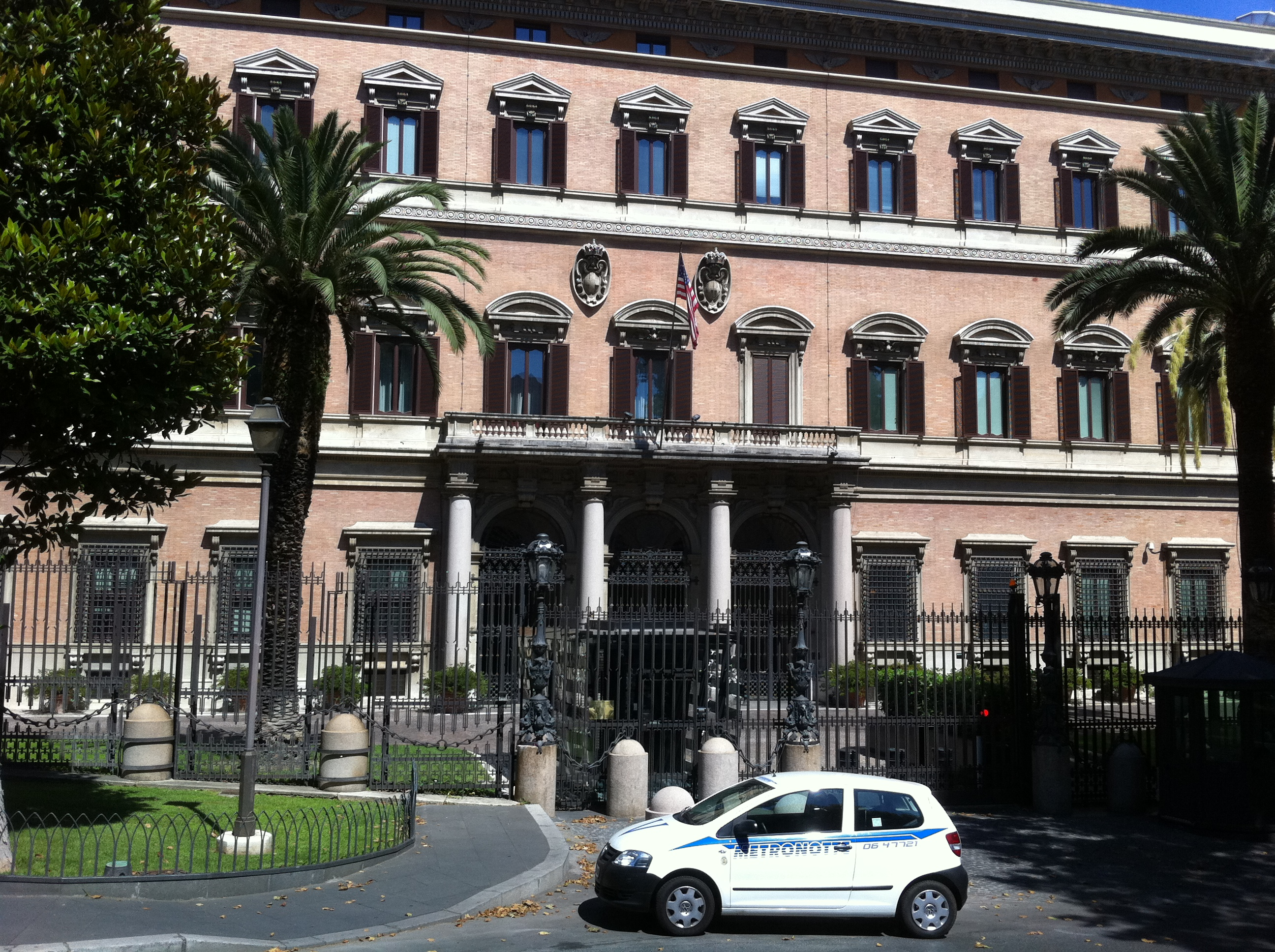
Roma, Palazzo Margherita: sede dell'Ambasciata statunitense

Il 25 luglio 1946, il presidente Truman lo nominò ambasciatore in Italia, e il 6 febbraio dell'anno successivo presentò le credenziali al capo provvisorio dello Stato Enrico De Nicola, succedendo ad Alexander C. Kirk. L'incarico si protrasse sino al 17 marzo 1952 quando fu sostituito da Ellsworth Bunker.
Il mandato di Dunn, durato poco più di cinque anni, coincise con il difficile periodo dei primi anni della nuova Repubblica italiana, dopo il referendum istituzionale che pose fine alla monarchia. Un periodo che vide scelte cruciali della politica italiana che avrebbero determinato anche lo schieramento internazionale del nuovo Stato, e alle quali il governo degli Stati Uniti era particolarmente interessato. Fu così, ad esempio, quando il segretario di Stato Marshall chiese all'ambasciatore Dunn da poco insediato, se De Gasperi avesse intenzione di lasciare la guida del governo o di formare un nuovo ministero senza la partecipazione di socialisti e comunisti. Dunn rispose che la situazione italiana non poteva migliorare con un governo simile all'attuale, «i comunisti ... fanno tutto il possibile, al di dentro e al di fuori del governo, per provocare la crisi e il caos economico...».
Il  terzo governo De Gasperi, formato da una coalizione di democristiani, comunisti e socialisti, si dimise il 13 maggio 1947 e il successivo, insediatosi il 1º giugno successivo, sempre presieduto da De Gasperi, ebbe l'appoggio di una coalizione formata da democristiani, socialdemocratici, liberali e repubblicani.
Nel marzo 1952, Dunn terminò la sua missione in Italia e fu sostituito dal diplomatico e uomo d'affari Ellsworth Bunker.

### Altri incarichi diplomatici
Dopo l'esperienza italiana, Dunn fu nominato ambasciatore presso altri importanti stati europei quali Francia (1952-'53) e Spagna (1953-'55). Il suo ultimo incarico lo svolse in Brasile dal 1955 al '56.
Ritiratosi dal servizio al termine dell'impegno in Brasile, dal 1956 visse a Roma. Nel 1979, mentre si trovava in vacanza, morì a ottantotto anni a West Palm Beach, in Florida.

### Riconoscimenti
Poco dopo l'inizio della sua missione brasiliana, il 7 marzo 1956, gli fu conferito il riconoscimento presidenziale di "ambasciatore di carriera" (Career Ambassador), concesso ai diplomatici statunitensi distintisi per una lunga carriera in posizioni di responsabilità.
Nel 1980 fu istituito, in sua memoria, il "James Clement Dunn Award for Excellence in Diplomacy", per premiare i migliori diplomatici del Dipartimento di Stato.